# Domaszowice (stacja kolejowa)
Domaszowice – stacja kolejowa w Domaszowicach, w województwie opolskim, w powiecie namysłowskim, w gminie Domaszowice, w Polsce.

## Ruch pasażerski
W roku 2017 stacja obsługiwała 100–149 pasażerów na dobę. W roku 2022 dobowa wymiana pasażerska na stacji wynosiła również 100-149 pasażerów.